# Агранович, Леонид Данилович
Леони́д Дани́лович Аграно́вич (15 мая 1915, Змиёвка, Орловская губерния, Российская империя — 15 марта 2011, Москва, Россия) — советский и российский кинорежиссёр, сценарист и драматург. Лауреат Государственной премии СССР (1971). 

## Биография
Родился в посёлке Змиёвка Орловской губернии в семье Даниила Яковлевича Аграновича и Марии Лейзеровны (Лазаревны) Пантиелевой (1886—1968). В Москве окончил фабрично-заводское училище. В 1933—1938 годах работал актёром Московского Современного театра, Театра Мейерхольда, в театрах Ташкента и Петропавловска-на-Камчатке. Во время Великой Отечественной войны был актёром и режиссёром фронтового театра. С 1943 по 1946 год вёл курс актёрского мастерства во Всесоюзном государственном институте кинематографиие. 
Занявшись литературной деятельностью, стал автором сценариев и нескольких пьес, печатавшихся с 1946 года. Спектакль по пьесе «В окнах горит свет» поставлен в 1949 году Московским театром им. Ленинского комсомола, «Лётчики» (совместно с Семёном Листовым) — в 1954 году в Центральном театре Советской армии, «Чортова речка» — в 1958 году там же.
О героях некоторых из его сценариев и связанных с ними историях Аграновичем написано пять повестей: «Мейерхольд», «Воркута»1, «Якир», «Процесс», «Открылась бездна».
 В 1971—1972 годах руководил мастерской на сценарном отделении Высших курсов сценаристов и режиссёров.
 Член Союза писателей СССР с 1958 года, член Союза кинематографистов СССР (Москва).
Скончался 15 марта 2011 года. Похоронен в Москве на Ваганьковском кладбище (участок № 12).

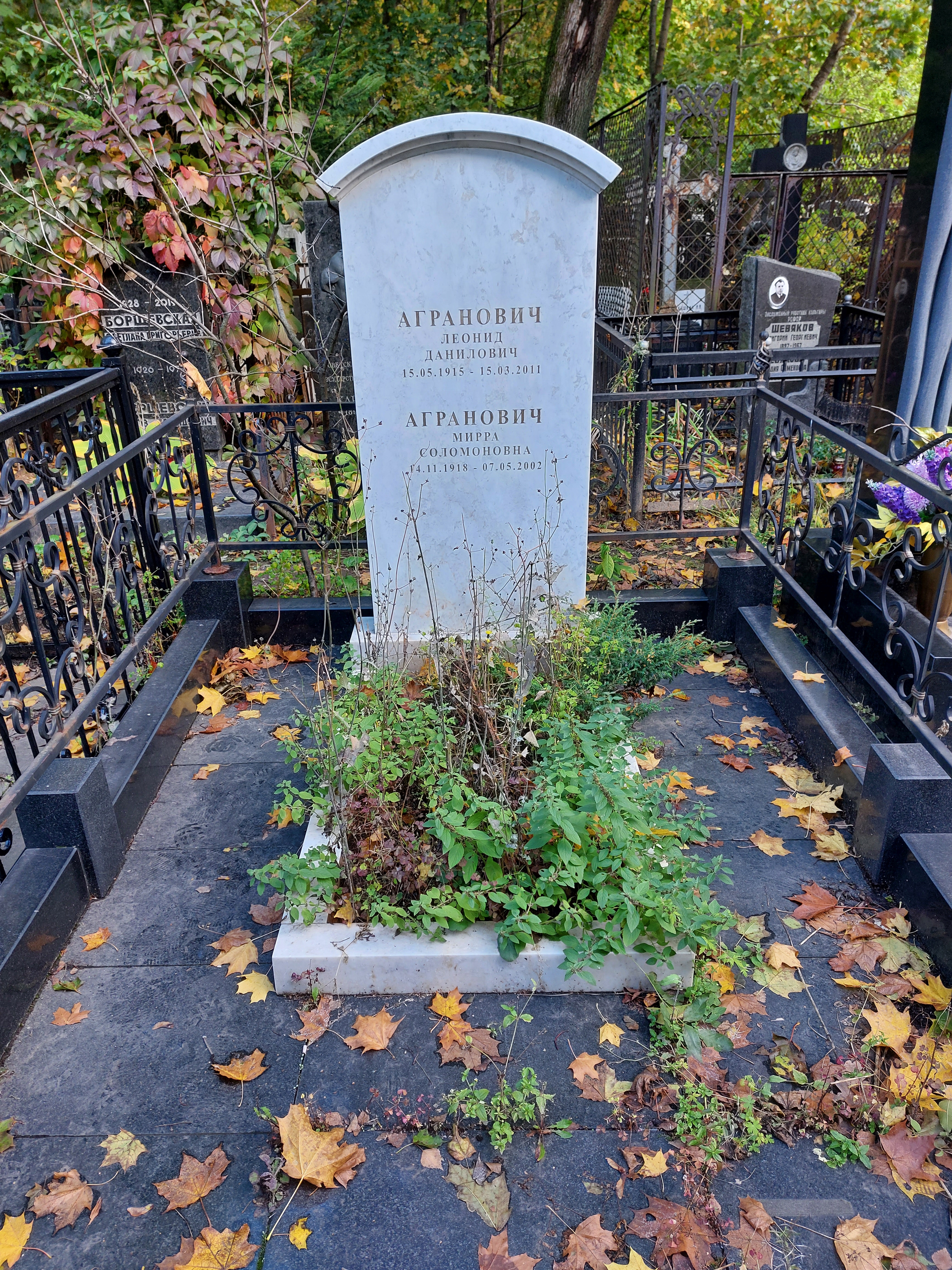
Могила Л. Аграновича и его жены Мирры на Ваганьковском кладбище

### Семья
Брат — Евгений Агранович (1918—2010), поэт, кинодраматург.
Первая жена — Марина Францевна Ковалёва (1923—2007), актриса, дочь певицы Ольги Ковалёвой и архитектора Франца Феликсовича Иванчука (1892—1975).
- Сын — Алексей Леонидович Ковалёв (род. 1944), актёр, писатель, режиссёр, был женат на актрисе Жанне Владимирской. Живёт в США.
  - Внучка — Настасья Алексеевна Ковалёва (род. 1973)

Вторая жена — Мирра Соломоновна Агранович (1918—2002), переводчик.
- Сын — Михаил Леонидович Агранович (род. 1946), кинооператор[6].
- Сын — Марк Леонидович Агранович (род. 1952), экономист[источник не указан 1478 дней].

Двоюродные братья — Алексей Наумович Пантиелев (1913—1977), писатель; Яков Хацкелевич Пантиелев (1923—2002), учёный в области агрономии и агротехники, доктор сельскохозяйственных наук, автор популярных пособий по садоводству.

## Фильмография
Фильмы Аграновича — не просто отклонение от детективного жанра, скорее это антидетективы, ибо в них противоположные цели и задачи. Главное для автора — не процесс расследования преступления, но воссоздание социальных корней, обстановки, в которой произошло преступление, психологии людей.

### Режиссёр
- 1963 — Человек, который сомневается (совместно с В. Семаковым)
- 1968 — Случай из следственной практики
- 1970 — Свой
- 1971 — У нас на заводе
- 1979 — Щит города
- 1983 — Срок давности

### Сценарист
- 1956 — Человек родился
- 1959 — В твоих руках жизнь (совместно с А. Сахниным)
- 1960 — Повесть об одной девушке (совместно с Р. Эбралидзе)
- 1963 — Им покоряется небо (совместно с А. Аграновским)
- 1963 — Человек, который сомневается
- 1968 — Случай из следственной практики (совместно с А. Шпеером)
- 1969 — Обвиняются в убийстве
- 1970 — Свой (совместно с А. Шпеером)
- 1971 — У нас на заводе
- 1979 — Щит города
- 1983 — Срок давности (совместно с А. Шпеером)

## Награды
- орден Дружбы (2 мая 1996) — за заслуги перед государством, многолетнюю плодотворную деятельность в области культуры и искусства[13];
- медаль «За доблестный труд в Великой Отечественной войне 1941—1945 гг.»[2];
- Государственная премия СССР (1971) — за художественный фильм «Обвиняются в убийстве» (1969)[4][14].